# Куликов, Александр Павлович
Александр Павлович Куликов (10 августа 1899, Богородск — 13 марта 1984, Новосибирск) — русский советский писатель.

## Биография
Родился 10 (23) августа 1899 года в городе Богородск Московской губернии. Из семьи железнодорожника и учительницы. Раннее детство провёл в зауральской деревне Килино. В 1908 году семья переехала в Пермь.
Любовь к литературе возникла в начальной школе благодаря учительнице сельской школы Шкулевой — сестре поэта-революционера Шкулева, занимался самообразованием по книжкам Рубакина.
В 1915 году окончил начальное училище и поступил на службу конторщиком в службу тяги Пермской железной дороги. стал подручным токаря на Мотовилихинском заводе в слесарно-токарном цехе, освоил и станок, работал и разметчиком на плите, чертежником. На заводе встретил Февральскую революцию, был призван в царскую армию, попал на Юго-Западный фронт, но с Октябрьскую революцию вернулся домой, участвовал в Гражданской войне.
Вернувшись с войны работал в Перми в городской милиции и одновременно вольнослушателем учился в организованном Народном политехникуме в Перми, посещал лекции профессора Генкеля в Пермском университете, что стало причиной поступления в только что открытую как рабфак Омскую сельскохозяйственную академию.
Учась в академии, занимаясь практической работой на агроучастке, участвуя в экспедициях по борьбе с сельскохозяйственными вредителями, в начале 1920-х годов начал печататься с материалами о природе, став нештатным корреспондентом газеты «Советская Сибирь» и областной комсомольской газеты, а в 1930-е годы стал работать в журнале «Сибирские огни».
Был дважды женат, от второй супруги, Куликовой Нины Григорьевны родились трое детей: дочь и двое сыновей (1937, 1939 и 1946 годов рождения, соответственно).
Участник Великой Отечественной войны. Литсотрудник газеты «Боевая гвардейская» 8-й гвардейской стрелковой дивизии. Награждён двумя орденами Красной звезды (1944, 1945).
После войны продолжил работать в журнале.

Работая корреспондентом я много ездил по Сибири, забирался в таежную глухомань, на прииски, на пограничные заставы; спускался по порожистым рекам, верхом по горным тропам, встречался с приискателями, геологами, лесорубами, охотниками. Много чудесных ночей довелось провести у костров с бывалыми людьми. Где-то в верховьях порожистой Мрассу, у шалаша охотника-сказителя Морошки, родилась тема повести «Инсуху — маралья вода»…— А. П. Куликов
Похоронен на Заельцовском кладбище Новосибирска (квартал 102).

## Творчество
Первый свой рассказ «Первая борозда» опубликовал в альманахе «Сибирская деревня» в 1926 году. С 1931 года рассказы и очерки печатаются в журнале «Сибирские огни», первая книга — очерки «По Горной Шории» (1938). Автор рассказов и повестей, фронтовые очерки составили сборник «Шла война» (1983).
Автор сценариев снятых на Западно-Сибирской студии кинохроники более чем 20 документальных фильмов, в том числе: «В боях рожденный», «В степи Барабинской», «Город меиургов».
Человек и природа — магистральная тема творчества писателя:

Главная, тема творчества А. П. Куликова — человек и природа. Проникновенно изображает писатель просторы Сибири, ее могучие реки и бескрайние леса, ее раздольные луга и хлебородные нивы, воспевая труд человека, напоминая о долге каждого «любить нашу Родину, родную природу, беречь ее красоту — в этом радость и счастье. Вот она, великая книга мудрости — вечно живая природа». И писатель более пяти десятков лет, с 1926 года, когда он опубликовал свой первый рассказ, верно служит этим своим— С. Омбыш-Кзнецов - Природы верный друг: К 80-летию со дня рождения А. П. Куликова // Сибирские огни, 1979